# Bustasur (Las Rozas de Valdearroyo)
Bustasur es una localidad española del municipio de Las Rozas de Valdearroyo, perteneciente a la comunidad autónoma de Cantabria.

## Geografía
La localidad se encuentra a 819 m s. n. m. y a 6 kilómetros de la capital municipal, Las Rozas.
Por su término discurre el sendero de gran recorrido Camino Natural del Ebro correspondiente a la primera etapa, que va desde Fontibre hasta los Montes Claros.

## Historia
Hacia mediados del siglo XIX, el lugar, por entonces perteneciente al municipio de Campoo de Yuso, tenía contabilizada una población de 50 habitantes. Aparece descrito en el cuarto volumen del Diccionario geográfico-estadístico-histórico de España y sus posesiones de Ultramar de Pascual Madoz con las siguientes palabras:

BUSTASUR: ald. en la prov. de Santander, part. jud. de Reinosa, aud. terr. y c. g. de Burgos, (dióc. vere nullius) perteneciente á la órden de San Juan de Jerusalem, ayunt. de Campo de Yuso: sit. en tierra muy quebrada y rodeada de elevadas cuestas, combatida por los vientos del N. en especialidad y con clima frio, pues la mayor parte del año está cubierta de nieves, no conociéndose otra enfermedades comunes que algunos constipados. Tiene 11 casas, y una igl. parr. (San Julian) servida por un cura. Confina con los térm. de Riconchos, Carabeos y Valdearroyo. El terreno es de mediana calidad, y le fertiliza algun tanto el r. Ebro. Los caminos son locales; yendo á recoger la correspondencia á Reinosa cada interesado de por sí. prod.: centeno y yerbas de pasto: cria ganado vacuno y lanar; y caza de perdices y animales dañinos. pobl.: 10 vec., 50 alm. contr. con el ayunt.
(Madoz, 1846, p. 677)

En la actualidad, pertenece al municipio de Las Rozas de Valdearroyo.

## Demografía
En 2024, la entidad singular de población de Bustasur tenía empadronados 30 habitantes, todos ellos en el núcleo de población de ese nombre.
| Año       | 2000 | 2001 | 2002 | 2003 | 2004 | 2005 | 2006 | 2007 | 2008 | 2009 | 2010 | 2011 | 2012 | 2013 | 2023 |
| --------- | ---- | ---- | ---- | ---- | ---- | ---- | ---- | ---- | ---- | ---- | ---- | ---- | ---- | ---- | ---- |
| Población | 50   | 47   | 46   | 42   | 38   | 35   | 34   | 39   | 40   | 37   | 35   | 37   | 37   | 36   | 31   |